# My Error
My Error è un cortometraggio muto del 1924 prodotto, diretto e interpretato da Eddie Lyons.

## Produzione
Il film fu prodotto dalla Eddie Lyons Comedies (come Mirthquake Comedies).

## Distribuzione
Distribuito dall'Arrow Film Corporation, il film - un cortometraggio di due bobine - uscì nelle sale cinematografiche USA il 27 gennaio 1924.